# Natação nos Jogos Pan-Americanos de 2023 - 10 km masculino
A competição de 10 km masculino da natação nos Jogos Pan-Americanos de 2023 foi disputada em 29 de outubro na Laguna Los Morros, em San Bernardo, no Chile. No total, competiram 21 atletas de 14 Comitês Olímpicos Nacionais (CON).

## Calendário
Horário local (UTC-4).
| Data          | Horário | Fase  |
| ------------- | ------- | ----- |
| 29 de outubro | 14:30   | Final |

## Medalhistas
| Ouro   | USA Brennan Gravley |
| Prata  | ARG Franco Cassini  |
| Bronze | MEX Paulo Strehlke  |

## Resultados

### Final
A final foi realizada em 29 de outubro.
| Pos. | Atleta              | Nacionalidade                       | Tempo     | Notas |
| ---- | ------------------- | ----------------------------------- | --------- | ----- |
| 01 ! | Brennan Gravley     | USA Estados Unidos                  | 1:50:23.4 |       |
| 02 ! | Franco Cassino      | ARG Argentina                       | 1:50:23.6 |       |
| 03 ! | Paulo Strehlke      | MEX México                          | 1:50:23.8 |       |
| 4    | Dylan Gravley       | USA Estados Unidos                  | 1:50:26.8 |       |
| 5    | Joaquín Moreno      | ARG Argentina                       | 1:50:34.4 |       |
| 6    | Esteban Enderica    | ECU Equador                         | 1:50:39.3 |       |
| 7    | David Farinango     | ECU Equador                         | 1:50:40.6 |       |
| 8    | Diego Vera          | VEN Venezuela                       | 1:50:40.7 |       |
| 9    | Daniel Delgadillo   | MEX México                          | 1:50:41.0 |       |
| 10   | Juan Manuel Morales | COL Colômbia                        | 1:50:41.0 |       |
| 11   | Johndry Segovia     | VEN Venezuela                       | 1:51:44.2 |       |
| 12   | Benjamin Côte       | CAN Canadá                          | 1:52:18.7 |       |
| 13   | Christian Bayo      | PUR Porto Rico                      | 1:53:28.7 |       |
| 14   | Diego Dulieu        | HON Honduras                        | 1:53:30.8 |       |
| 15   | Rodolfo Falcón Jr.  | CUB Cuba                            | 1:54:37.8 |       |
| 16   | Eric Hedlin         | CAN Canadá                          | 1:55:22.8 |       |
| 17   | Jamarr Bruno        | PUR Porto Rico                      | 1:56:10.6 |       |
| 18   | Jeison Rojas        | CRC Costa Rica                      | 2:03:28.8 |       |
| 19   | Edhy Vargas         | CHI Chile                           | 2:06:02.5 |       |
| 20   | José Santiago Reyes | EAI Equipe de Atletas Independentes | 2:06:05.9 |       |
| 21   | Juan Diego Nuñez    | DOM República Dominicana            | 2:06:15.2 |       |

Legenda
| Recorde mundial                  | Recorde mundial (World record)               |                       | Recorde africano                      | Recorde africano (African) |                                           | Q | Classificado por posição (Qualified) |
| Recorde dos Jogos Pan-Americanos | Recorde pan-americano (Pan-American record)  | Recorde da América    | Recorde da América (Americas)         | q                          | Classificado por melhor tempo (Qualified) |   |                                      |
| Melhor marca do ano              | Melhor marca do ano (World leading)          | Recorde asiático      | Recorde asiático (Asian)              | DNS                        | Não largou (Did not start)                |   |                                      |
| Recorde nacional                 | Recorde nacional (National record)           | Recorde europeu       | Recorde europeu (European)            | DNF                        | Não terminou (Did not finish)             |   |                                      |
| Recorde pessoal                  | Recorde pessoal do atleta (Personal best)    | Recorde da Oceania    | Recorde da Oceania (Oceania)          | DSQ / DQ                   | Desclassificado (Disqualified)            |   |                                      |
| Recorde da temporada             | Recorde da temporada do atleta (Season best) | Recorde sul-americano | Recorde sul-americano (South America) | NM                         | Sem marca (No mark)                       |   |                                      |